# Mapourikameer
Het Mapourikameer (Engels: Lake Mapourika) is een meer in de Nieuw-Zeelandse regio West Coast op de westkust van het Zuidereiland. Het ligt ten noorden van de Franz Josefgletsjer en watert af op de Okarito-lagune. Het is het grootste meer van de regio en werd gevormd door een gletsjer tijdens de laatste ijstijd. Het meer wordt nu vooral gevoed door regenwater, die vooral naar binnen stroomt via het grondwater onder de omliggende bossen. De bodem daar bevat veel tannine, waardoor het meer een donkere kleur heeft.